# Surendra quercetorum
Surendra quercetorum es una especie de  licaenida o mariposa azul localizada en Asia. El nombre científico de la especie fue publicado por primera vez en 1857 por Moore.
Las larvas se alimentan de Acacia pennata y Acacia caesia.

## Subespecies
- Surendra quercetorum quercetorum (China)
- Surendra quercetorum neritos  (Fruhstorfer, 1907)  (Vietnam)

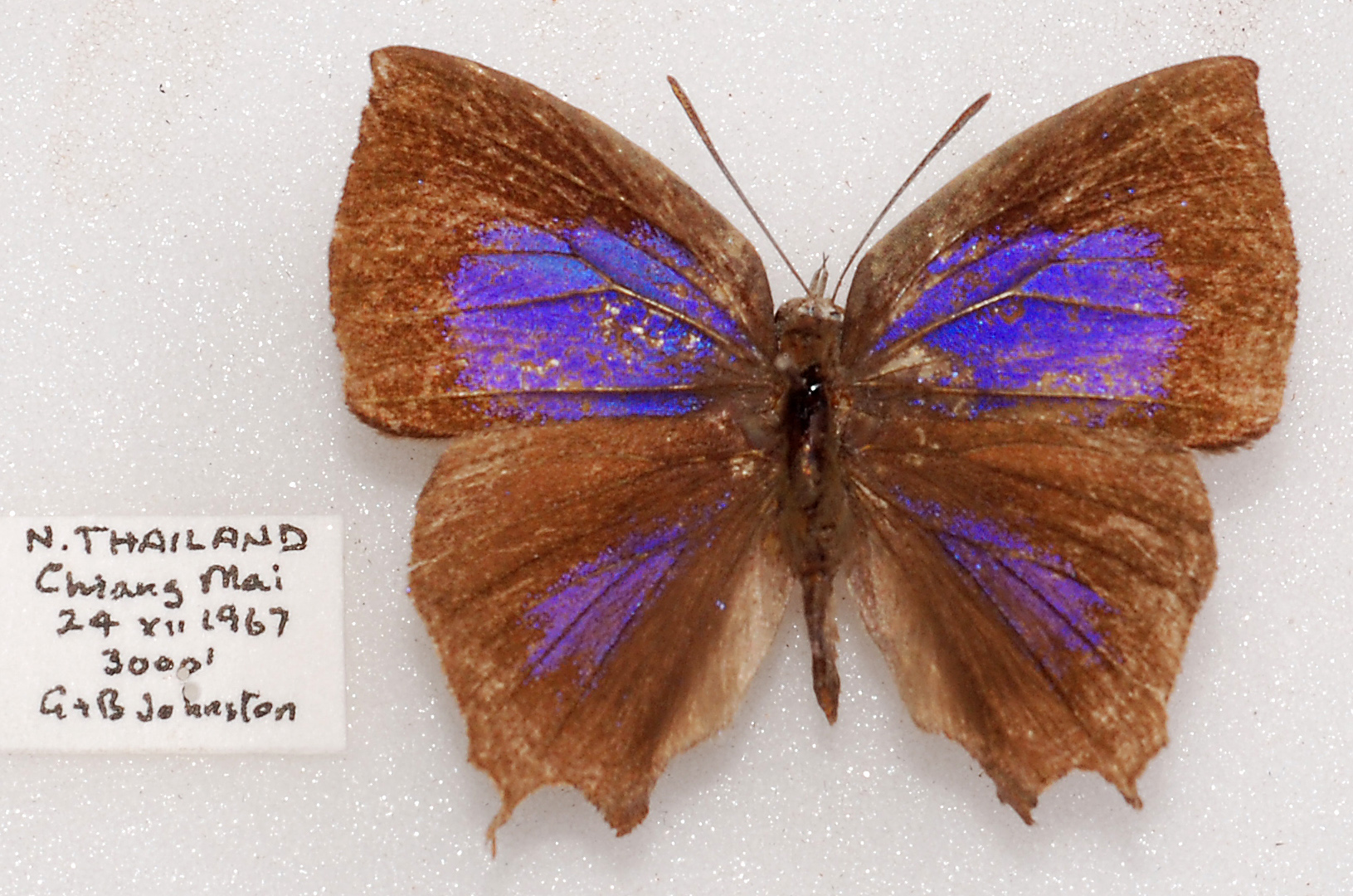
Macho, vista dorsal, Tailandia, ejemplar de museo, colección de Alan Cassidy.
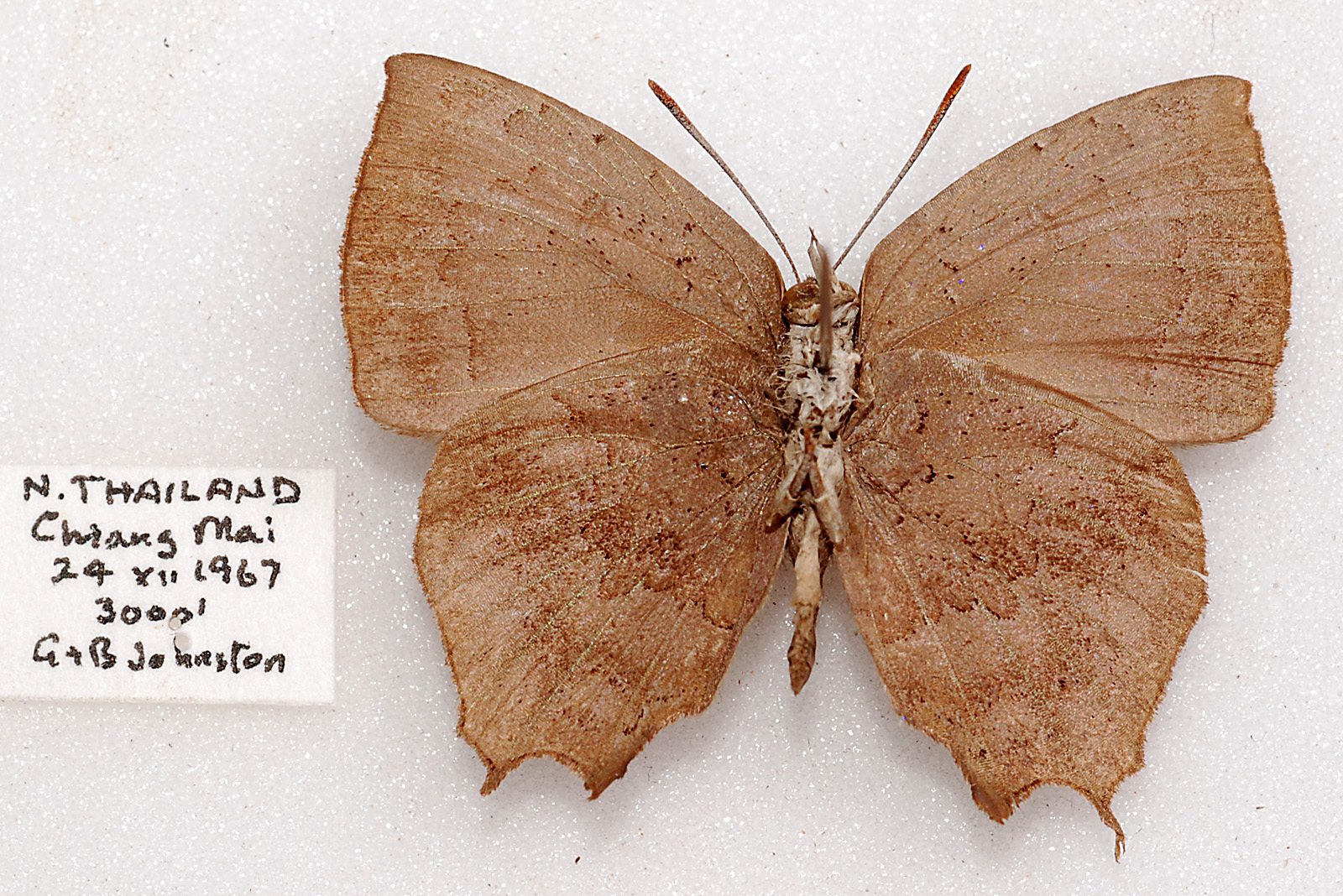
Macho, vista ventral, Tailandia, ejemplar de museo, colección de Alan Cassidy.